# Sweetpea
Cet article concerne la série télévisée. Pour le roman, voir Meurtre mode d'emploi (roman).
Sweetpea est une série télévisée britannique créée par Kirstie Swain, réalisée par Ella Jones et développée pour Sky Atlantic (en). La diffusion est prévue le 14 octobre 2024 sur Sky Sky Atlantic (en) au Royaume-Uni. Il sortira simultanément sur Starz aux États-Unis et au Canada.
Il s'agit de l'adaptation du roman du même nom de l'autrice britannique CJ Skuse, publié en 2017,.

## Synopsis
Après avoir subi du harcèlement pendant son enfance, Rhiannon Lewis mène une vie banale en tant qu'assistante pour un journal local et vit encore chez son père. La mort de ce dernier et une rencontre inattendue entraînent des changements dans sa vie.

## Distribution
Sauf indication contraire, les informations mentionnées dans cette section peuvent être confirmées par les bases de données cinématographiques IMDb et Allociné,  présentes dans la section « Liens externes ».

### Acteurs principaux
- Ella Purnell (VF : Leslie Lipkins) : Rhiannon Lewis
- Nicôle Lecky (en) (VF : Alexia Papineschi) : Julia Blenkingsopp
- Jon Pointing (en) (VF : Alexis Ballesteros) : Craig
- Calam Lynch (en) (VF : Antonin Audoux) : AJ Pierce
- Leah Harvey : Marina Farrar
- Jeremy Swift (VF : Jean Rieffel) : Marcus
- Dustin Demri-Burns (en) (VF : Fabien Jacquelin) : Jeff Barker
- Camille Coduri (VF : Daria Levannier) : Carol

### Acteurs récurrents
- Dino Kelly : Marcus
- Nitin Ganatra : Rory
- Ingrid Oliver : Diana St John

### Invités
- David Bark-Jones (en) (VF : Nicolas Marié) : Tommy, le père de Rhiannon et Seren
- Luke McGibney (VF : Jean-François Lescurat) : Mike Roberts
- Alexandra Dowling (VF : Valérie Bescht) : Seren

 Source et légende : version française (VF) sur RS Doublage et les crédits de fin.

## Production

### Tournage
Le tournage a eu lieu à Southend-on-Sea en novembre et décembre 2023 notamment à la tour d'observation de Southend sur Pier Hill, le Cliff Lift de Western Esplanade et le parc à thème Adventure Island.